# Physocephala pielina
Physocephala pielina är en tvåvingeart som beskrevs av Chen 1939. Physocephala pielina ingår i släktet Physocephala och familjen stekelflugor. Inga underarter finns listade i Catalogue of Life.